# بولیو ین مونته
بولیو ین مونته (به ایتالیایی: Buglio in Monte) یک کومونه در ایتالیا است که در استان سوندریو واقع شده‌است.

## خصوصیات
بولیو ین مونته ۲۷٫۸ کیلومترمربع مساحت و ۲٬۰۶۶ نفر جمعیت دارد.